# Gravieripus atticus
Gravieripus atticus är en mångfotingart som beskrevs av Paul Auguste Remy 1961. Gravieripus atticus ingår i släktet Gravieripus och familjen Eurypauropodidae. Inga underarter finns listade i Catalogue of Life.